# Michelle Wolff
Ne doit pas être confondu avec Michelle Wolf.
Pour les articles homonymes, voir Wolff.
Michelle Wolff est une actrice américaine née en Californie, active depuis les années 1990.

## Biographie
Michelle Wolff est ouvertement homosexuelle.

## Filmographie

### Cinéma
- 2001 : Évolution : Carla
- 2002 : The Ten Rules : Becca
- 2002 : Unspeakable : Littlefield
- 2002 : Gay Propaganda (Gay Moonstruck) : Ronnie Cammareri
- 2003 : Sol Goode (en) de Danny Comden (en) : Susie Benchpressman
- 2004 : Mango Kiss : Lou
- 2005 : In the Bathroom : Karol
- 2009 : The 6 Month Rule : Nicki
- 2012 : Blood Fare : Ranger Cherry

### Télévision
- 1996 - 2000 : La Vie à tout prix (Chicago Hope) (TV) : urgentiste
- 2000 - 2001 : Providence (TV) : urgentiste
- 2001 - 2002 : Boston Public (TV) : urgentiste
- 2002 : Amour, Gloire et Beauté (TV) : guardienne de prison
- 2004 : JAG (TV) : contrôleur aérien
- 2004 : Crimetime (TV) : Julie Rea
- 2004 : LAX (TV) : E.M.T.
- 2004 : Dragnet : Jane Bukowski
- 2005 : FBI : Portés disparus (TV) : officier NYPD
- 2005 : Urgences (TV) : combattante du feu Rillo
- 2005 : Sleeper Cell (TV) : officier CPB
- 2006 : Deux femmes en danger (TV) : Dana
- 2006 : Juste cause (TV) : officier Carter
- 2005 - 2006 : Veronica Mars (TV) : la députée
- 2006 : Nip/Tuck (TV) : Candy
- 2007 : NCIS : Enquêtes spéciales (TV) : sergent Maria Sanchez
- 2007 : Life (TV)
- 2006 - 2007 : Dante's Cove (TV) : Brit
- 2008 : Rendez-vous meurtrier (Murder.com) (TV) :  Dana